# Campeonato Mundial de Patinaje de Velocidad sobre Hielo de 2011
El CV Campeonato Mundial de Patinaje de Velocidad sobre Hielo se celebró en Calgary (Canadá) del 12 al 13 de febrero de 2011 bajo la organización de la Unión Internacional de Patinaje sobre Hielo (ISU) y la Federación Canadiense de Patinaje sobre Hielo.
Las competiciones se realizaron en el Anillo Olímpico de la ciudad canadiense. 

## Resultados

### Masculino
| Evento                        | Oro                                 | Plata                                 | Bronce                                        |
| ----------------------------- | ----------------------------------- | ------------------------------------- | --------------------------------------------- |
| 500 m (12.02)                 | Shani Davis Estados Unidos 35,08 s  | Brian Hansen Estados Unidos 35,33 s   | Konrad Niedźwiedzki · Polonia · 35,35 s       |
| 1500 m (13.02)                | Ivan Skobrev · Rusia · 1:42,94      | Jonathan Kuck Estados Unidos 1:43,12  | Brian Hansen Estados Unidos 1:43,35           |
| 5000 m (12.02)                | Ivan Skobrev · Rusia · 6:10,99      | Koen Verweij · Países Bajos · 6:12,20 | Håvard Bøkko · Noruega · 6:12,98              |
| 10 000 m (13.02)              | Håvard Bøkko · Noruega · 12:53,89   | Ivan Skobrev · Rusia · 12:58,36       | Jan Blokhuijsen · Países Bajos · 13:00,04     |
| Clasificación general (13.02) | Ivan Skobrev · Rusia · 146,230 pts. | Håvard Bøkko · Noruega · 146,408 pts. | Jan Blokhuijsen · Países Bajos · 146,603 pts. |

### Femenino
| Evento                        | Oro                                           | Plata                                         | Bronce                                             |
| ----------------------------- | --------------------------------------------- | --------------------------------------------- | -------------------------------------------------- |
| 500 m (12.02)                 | Christine Nesbitt · Canadá · 37,72 s          | Karolina Erbanová · República Checa · 38,22 s | Ireen Wüst · Países Bajos · 38,53 s                |
| 1500 m (13.02)                | Christine Nesbitt · Países Bajos · 1:52,59    | Ireen Wüst · Canadá · 1:53,22                 | Marrit Leenstra · Países Bajos · 1:53,88           |
| 3000 m (12.02)                | Martina Sáblíková · República Checa · 3:55,55 | Ireen Wüst · Países Bajos · 3:58,01           | Stephanie Beckert · Alemania · 4:00,77             |
| 5000 m (13.02)                | Stephanie Beckert · Alemania · 6:49,51        | Ireen Wüst · Países Bajos · 6:55,85           | Masako Hozumi Japón 6:56,35                        |
| Clasificación general (13.02) | Ireen Wüst · Países Bajos · 157,313 pts.      | Christine Nesbitt · Canadá · 158,939 pts.     | Martina Sáblíková · República Checa · 159,288 pts. |

## Medallero
- Solo se otorgan medallas en la clasificación general.

| Núm. | País            | Oro | Plata | Bronce | Total |
| ---- | --------------- | --- | ----- | ------ | ----- |
| 1    | Países Bajos    | 1   | 0     | 1      | 2     |
| 2    | Rusia           | 1   | 0     | 0      | 1     |
| 3    | Canadá          | 0   | 1     | 0      | 1     |
| 3    | Noruega         | 0   | 1     | 0      | 1     |
| 5    | República Checa | 0   | 0     | 1      | 1     |
|      | TOTAL           | 2   | 2     | 2      | 6     |